# David Ottoson
David Ottoson, född 27 juli 1892 i Gävle, död 4 september 1970 i Maria Magdalena församling i Stockholm, var en svensk kompositör, musikdirektör, kapellmästare och pianopedagog.
Ottoson genomgick Musikkonservatoriet i Stockholm med organistexamen 1912 och studier i kontrapunkt samt komposition. Han var kapellmästare för olika ensembler och pianopedagog, både privat och vid Kommunala Musikskolan i Stockholm. Ottoson skrev två operetter som framfördes i folkparkerna 1934 och i Helsingfors 1936. Bland hans övriga verk kan nämnas symfoniska dikter, orkestersviter samt kammar- och underhållningsmusik. David Ottoson är begravd på Norra begravningsplatsen utanför Stockholm.

## Filmmusik
- 1934 – Havets melodi